# Куонг Ван Чан, Джастин
Джастин Куонг Ван Чан (англ. Justin Cuong Van Tran, более известный как Джей Си Тран (англ. J.C.Tran); род. 20 января 1977 года, Вьетнам) — профессиональный игрок в покер. Победитель пятого сезона WPT, обладатель браслета WSOP, победитель главного турнира чемпионата мира по онлайн-покеру 2006 года. В настоящее время живёт в Сакраменто, Калифорния.

## Карьера
Чан родился во Вьетнаме и был младшим из восьми детей в семье. Когда ему было два года, его семья переехала в США. Получил образование в Университете штата Калифорния.
Свой первоначальный капитал сделал, играя по ставкам $9/$18 в «Capitol Casino» в Сакраменто.
Финишировал в призах на многих турнирах. Трижды попадал за финальный стол на турнирах WSOP, два раза попадал в призы главного турнира серии.
В октябре 2006 года выиграл главный турнир чемпионата по онлайн-покеру (безлимитный холдем с бай-ином $2,500). В 2007 году стал победителем пятого сезона WPT. В 2008 году выиграл первый браслет WSOP в турнире по безлимитному холдему с бай-ином $1,500.
Сумма призовых Чана на начало 2009 года составляет $7,443,748.
На WSOP 2013 попал в Ноябрьскую Девятку.